# أنخيل يوريبا
أنخيل يوريبا (بالإسبانية: Ángel Uribe)‏ (29 سبتمبر 1943 في بيرو - 17 أكتوبر 2008 بليما في بيرو) هو مدرب كرة قدم ولاعب كرة قدم بيروفي في مركز الهجوم، شارك في الألعاب الأولمبية الصيفية 1960. وشارك مع منتخب بيرو لكرة القدم. أما مع النوادي، فقد لعب مع الجامعي دي بيرو.

## وصلات خارجية
- أنخيل يوريبا على موقع الاتحاد الدولي (مؤرشف)  (الإنجليزية)
- أنخيل يوريبا على موقع قاعدة بيانات كرة القدم.إي يو (الإنجليزية)
- أنخيل يوريبا على موقع ناشيونال فوتبول تيمز (الإنجليزية)
- أنخيل يوريبا على موقع أوليمبيديا (الإنجليزية)